# Järnsten (bergart)

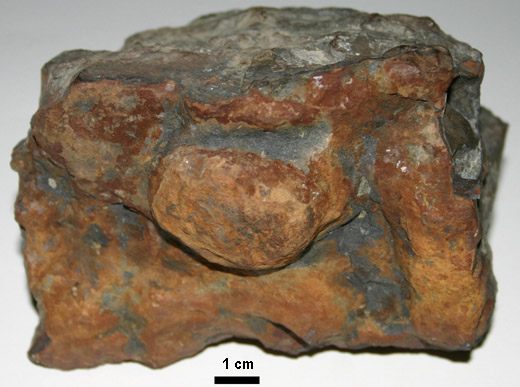
Järnsten

Järnsten kallas de sedimentära bergarterna kalkstenar eller sandstenar som är rika på järnmineral som till exempel: götit, hematit, siderit eller chamosit. Färgen är mörkröd, brun, grön eller gul. Kornstorleken är 0,1 - 2,0 millimeter. Stenen bildas antingen genom en direkt kemisk utfällning eller genom omvandling av andra sedimentära bergarter och ersättningar av deras mineral.